# 丸善食品工業 (長野県)
丸善食品工業株式会社（まるぜんしょくひんこうぎょう）は、飲料製品、レトルト食品、なめ茸、ケチャップなどの食品を製造販売する企業である。中でも野菜飲料、果実飲料などの飲料製品が、売上高の8割以上を占めている（2004年度）。

## 概要
自社ブランド「テーブルランド（TABLE LAND）」を持つが、他社へのOEM商品も多く手掛ける。近年では日本コカ・コーラやJR東日本ウォータービジネス等との関係が特に深くなり、主要製品やミネラルウォーター製品の受託製造も多い。
同社のヒット商品には、1986年に「テーブルランド」ブランドで発売した「フルーツキャロット」がある。また、1993年に他社へのOEM供給を開始した「すりおろし」飲料は、日本食糧新聞社から食品ヒット大賞に選ばれた。
関連会社として、信濃高原食品株式会社などを持つ。なお、東京都の同名企業との関連は一切ない。

## 取扱商品
- 飲料 - 野菜・果実飲料（トマトジュース、フルーツキャロット、ピーチネクターなど）、コーヒー飲料、茶飲料、ココア、汁粉、甘酒、乳飲料など
- 山菜加工品 - なめ茸、山菜など
- 野菜、果実加工品 - ケチャップ、トマトピューレ、味付けかんぴょうなど
- レトルト食品 - 粥、スープ、炊き込みご飯の素など

## 沿革
- 1961年 - 丸善食品工業株式会社として設立される。果実缶詰などの製造を始める。
- 1966年 - なめ茸の製造を始める。森永製菓株式会社と提携し、ネクターの製造を始める。
- 1973年 - 森永ブランドのトマトジュース製造を始める。缶コーヒー用の設備を導入したほか、野菜ジュースの本格的な製造を始める。
- 1976年 - トマトケチャップの製造を始める。
- 1982年 - レトルト食品用の設備を導入し、「山菜釜めしの素」などの製造を始める。
- 1984年 - 自社ブランドを「テーブルランド」に統一する。
- 1987年 - クノール食品株式会社との合弁企業を設立する。
- 1992年 - クノール食品との合弁企業から事業譲受する。
- 2004年 - 中華人民共和国に現地法人を設立する。